# حزب الشورى الأردني
حزب الشورى الأردني هو حزب سياسي أردني تأسس في عام 2014، واتخذ مقرًا له في مدينة عمان.

## الأمانة العامة للحزب
أنتُخب فراس العبادي أمينًا عامًا لحزب الشورى الأردني عند تأسيسه في عام 2014، ثُمّ أعيد انتخابه مرة أخرى في عام 2021 كأمين عام للحزب، وهو المنصب الذي لا يزال يشغله حتى الآن.

## لمحة تاريخية
تأسس حزب الشورى الاردني عام 2014، وفي فبراير/شباط عام 2023 عقد الحزب مؤتمرًا عامًّا لبحث سبل توفيق أوضاعه لضمان بقائه على الساحة السياسيّة الأردنية. وفي مايو/أيار عام 2023 وافق مجلس مفوضي الهيئة المستقلة للانتخاب في الأردن على استمرار عمل حزب الشورى الأردني بعدما تمكن الحزب من توفيق أوضاعه واستيفاء كافة الشروط التي نصّ عليها قانون الأحزاب الأردني رقم (7) والصادر في عام 2022. كانت الحكومة الأردنية قد أقرت في العام السابق قانونًا لتنظيم تأسيس الأحزاب السياسية في الأردن، وكانت مواد هذا القانون تشترط أن تُحقّق الأحزاب السياسية مجموعة من المعايير لكي تتم الموافقة على تأسيسها وتُصبح أحزابًا مُعترف بها رسميًا ويحق لها المُشاركة في الانتخابات البرلمانية الأردنية. كان من بين هذه الشروط أن ينضمّ للحزب في وقت إعلان تأسيسه ما لا يقلّ عن 1000 عضو في ستة مُحافظات أردنية مُختلفة، بحيث لا تقل نسبة النساء عن 20 بالمائة من أعضاء الحزب ولا تقل نسبة الشباب عن 20 بالمائة من الأعضاء.